# Domingo Pérez
Domingo Pérez là một đô thị trong tỉnh Toledo, Castile-La Mancha, Tây Ban Nha. Dân số 498, diện tích 1031 km², mật độ 38.31 người/km².